# Elijah Millsap
Pour les articles homonymes, voir Millsap.
Elijah Millsap, né le 12 août 1987, est un joueur américain de basket-ball. C'est le frère cadet de Paul Millsap. Il a joué pour divers clubs de NBA D-League, et a fait ses débuts en NBA le 5 janvier 2015 pour le Jazz de l'Utah.